# Bolbitis bipinnatifida
Bolbitis bipinnatifida är en träjonväxtart som först beskrevs av Georg Heinrich Mettenius och Oskar Kuhn, och fick sitt nu gällande namn av Ren-Chang Ching. Bolbitis bipinnatifida ingår i släktet Bolbitis och familjen Dryopteridaceae. Inga underarter finns listade.